# Tongmuluo (sockenhuvudort i Kina, Hunan Sheng, lat 25,93, long 111,95)
Tongmuluo (kinesiska: 桐木漯) är en sockenhuvudort i Kina. Den ligger i provinsen Hunan, i den södra delen av landet, omkring 270 kilometer söder om provinshuvudstaden Changsha. Antalet invånare är 3 204. Befolkningen består av 1 547 kvinnor och 1 657 män. Barn under 15 år utgör 27,0 %, vuxna 15-64 år 61 %, och äldre över 65 år 10,0 %.
Runt Tongmuluo är det tätbefolkat, med 331 invånare per kvadratkilometer. Närmaste större samhälle är Qingshuiqiaozhen, 6,9 km söder om Tongmuluo. I omgivningarna runt Tongmuluo växer huvudsakligen savannskog.
Genomsnittlig årsnederbörd är 1 888 millimeter. Den regnigaste månaden är augusti, med i genomsnitt 273 mm nederbörd, och den torraste är oktober, med 37 mm nederbörd.